# Juan Pablo Moncagatta
Juan Pablo Moncagatta es un político ecuatoriano.

## Biografía
Fue uno de los fundadores del partido Democracia Popular, siendo además nombrado en 1964 como su primer secretario.
Luego de la muerte del presidente Jaime Roldós Aguilera, fue nombrado gobernador de la provincia de Guayas por el presidente Osvaldo Hurtado Larrea. Durante su permanencia en el puesto tuvo una relación hostil con el entonces alcalde de Guayaquil, Antonio Hanna.
En 1982 fue acusado por el diputado León Febres-Cordero Ribadeneyra de peculado en la compraventa de la Isla Santay y el posterior plan de expropiación. La Contraloría del Estado halló un sobreprecio de más de 200 millones de sucres, por lo que se emitieron órdenes de captura contra Moncagatta y otros implicados. Sin embargo, en 1984 los acusados fueron absueltos de los cargos.
Durante el gobierno de Rodrigo Borja Cevallos ocupó la presidencia de la Junta Nacional de Vivienda. En 1991, luego de que la Democracia Popular decidiera distanciarse del gobierno, Moncagatta se desafilió del partido, aseverando que el mismo había abandonado su posición de centro izquierda para convertirse en una organización sectaria.
Para las elecciones presidenciales de 1998 fue el director de campaña del candidato Freddy Ehlers, así mismo fue candidato a diputado nacional por el movimiento Pachakutik. Posteriormente fue diputado alterno de Nina Pacari.